# Manuel de Castro y Alonso
Manuel de Castro y Alonso (* 10. April 1864 in Valladolid, Provinz Valladolid; † 3. September 1944) war ein spanischer Geistlicher, römisch-katholischer Bischof von Jaca, Bischof von Segovia und Erzbischof von Burgos. Darüber hinaus war er Mitglied des Senats (Senado), des Oberhauses des Parlaments (Cortes Generales).

## Leben

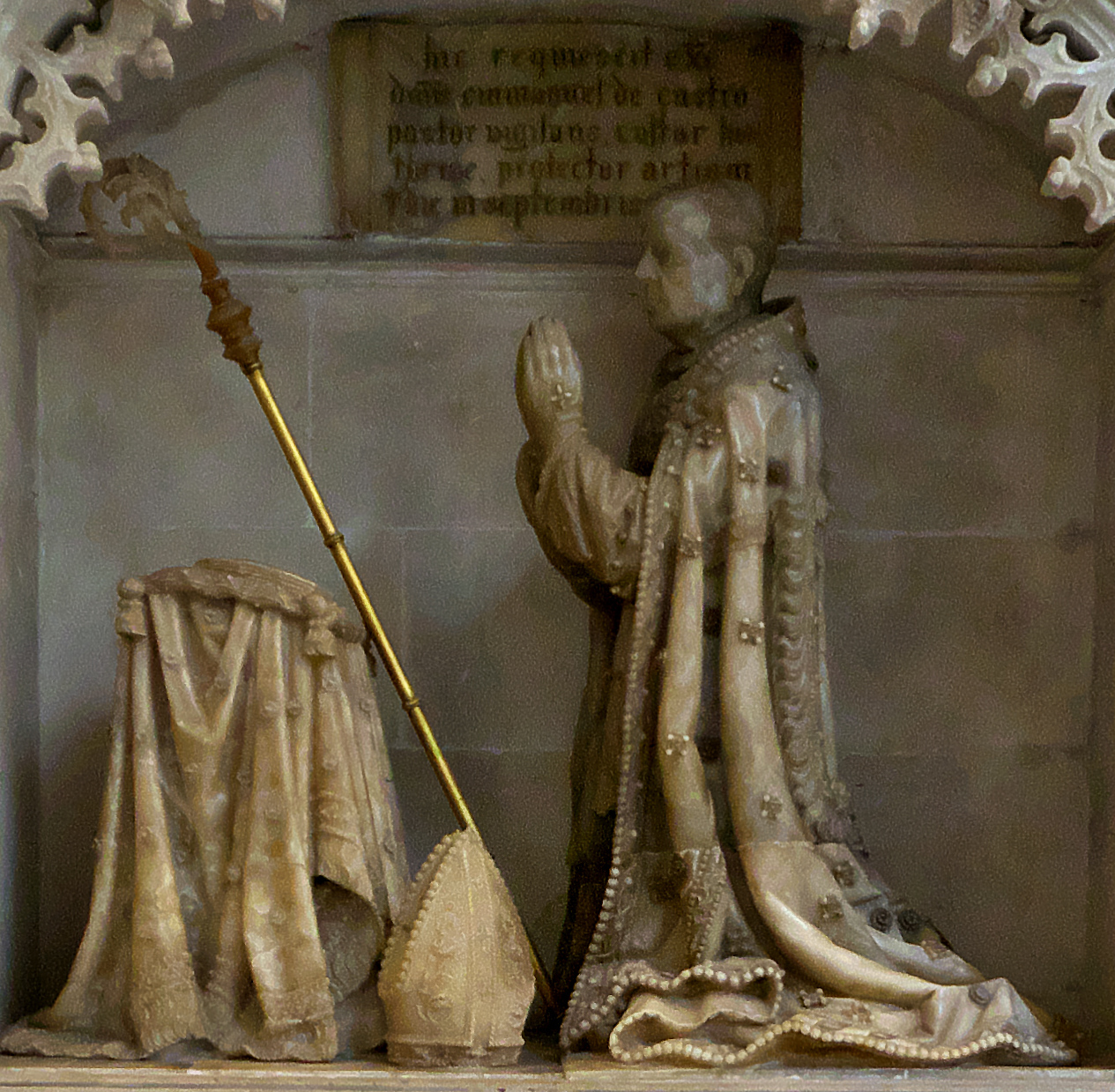
Skulptur von Manuel de Castro y Alonso in der Kathedrale von Burgos.

Manuel de Castro y Alonso empfing am 27. Dezember 1885 das Sakrament der Priesterweihe und war danach als Priester tätig. Er wurde am 28. Oktober 1913 als Nachfolger von Antolín López y Peláez zum Bischof von Jaca ernannt. Dort empfing er am 27. Dezember 1913 die Bischofsweihe durch den Erzbischof von Valladolid José María Kardinal Cos y Macho, an der der Bischof von Osma Manuel Lago y González sowie der Titularbischof von Epiphania in Cilicia Arsenio del Campo y Monasterio, OESA, als Co-Konsekratoren teilnahmen. Zugleich wurde er 1918 erstmals Mitglied des Senats (Senado), des Oberhauses des Parlaments (Cortes Generales), und vertrat dort einige Zeit das Erzbistum Saragossa. 
Im Anschluss wurde er am 9. Juli 1920 zum Bischof von Segovia und damit zum Nachfolger von Remigio Gandásegui y Gorrochátegui berufen, der zum Erzbischof von Valladolid ernannt worden war. Während dieser Zeit war er 1923 abermals für einige Zeit Mitglied des Senats, in dem er nunmehr das Erzbistum Valladolid vertrat.
Zuletzt wurde de Castro y Alonso am 21. Mai 1928 als Nachfolger von Pedro Segura y Sáenz zum Erzbischof von Burgos berufen und bekleidete dieses Amt bis zu seinem Tode am 3. September 1944, woraufhin Luciano Pérez Platero zu seinem Nachfolger ernannt wurde. 
Er spendete die Bischofsweihe für Anselmo Polanco y Fontecha, OESA, zum Liste der Bischöfe von TeruelBischof von Teruel (1935). Darüber hinaus war er Co-Konsekrator bei den Bischofsweihen von Bernardo Martínez y Noval, OESA, zum Bischof von Almeria (1921), von Pedro Pascual Miguel y Martínez, OdeM, zum Titularbischof von Agathopolis (1925), von Agustín Parrado y García zum Bischof von Palencia (1925) sowie von Florentino Asensio Barroso zum Titularbischof Euroea in Epiro (1936).